# Palazzo dei Dieci Savi

Faţada dinspre Canal Grande.

Palazzo dei Dieci Savi este un palat de pe malul Canal Grande din Veneția (nordul Italiei). El este situat în sestiere San Polo și nu este departe de Podul Rialto, vizavi de Palazzo dei Camerlenghi.

## Istoric

Leul Sfântului Marcu de pe fațadă

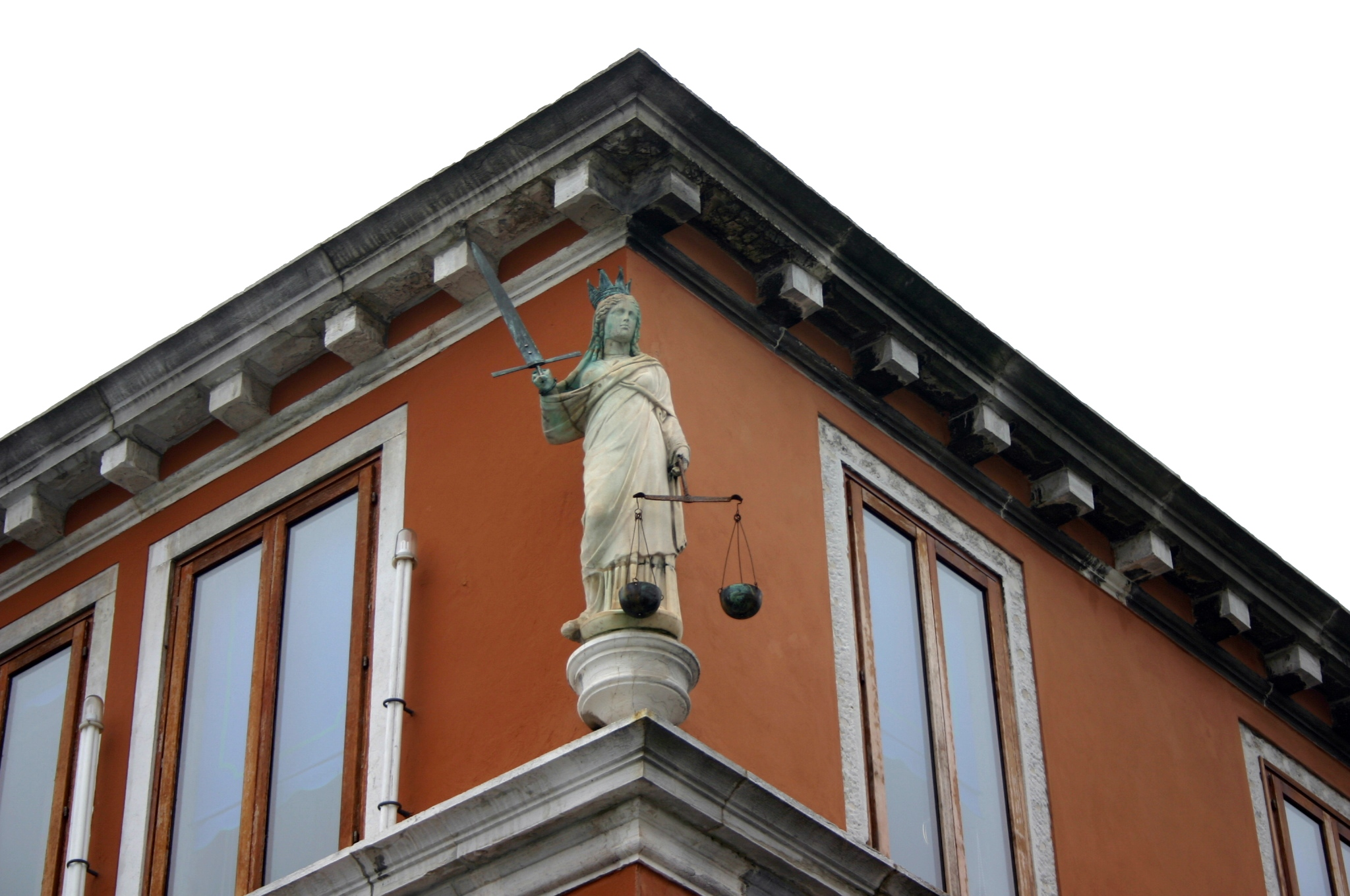
Statuia Justiţiei

A fost construit în a doua jumătate a secolului al XVI-lea, după proiectul lui Antonio Abbondi. Acesta a fost sediul Dieci Savi alle Decime, magistratul care se ocupa de finanțele Republicii Venețiene, păstrând această funcționalitate până la sfârșitul republicii, în 1797. În prezent adăpostește sediul Administrației Navale a orașului.

## Descriere
Palatul are o fațadă mai lungă pe Ruga degli Osei și una mai scurtă înspre Canal Grande. Prima are un portic cu 37 de arcade, ale cărui plafon, cu bolți în cruce, este acoperit cu fresce, dintre care cele mai multe sunt păstrate într-o stare bună.
Cele două etaje superioare, împărțite de către două cadre groase, dispun de 37 de ferestre cu rame de piatră nedecorate. În partea de sus, este un cadru dințat în legătură cu mansarda. Fațada dinspre canal este similară: are patru arcade în partea de jos și cinci perechi de ferestre dreptunghiulare la etajele superioare.
Singurele două elemente decorative sunt statuia Justiției din secolul al XVI-lea (la colțul celui de-al doilea etaj), la colț, și un basorelief cu Leul Sfântului Marcu (1848), datând din scurta perioadă de existență a Republicii Sfântului Marcu (1848).